# Кишпешт

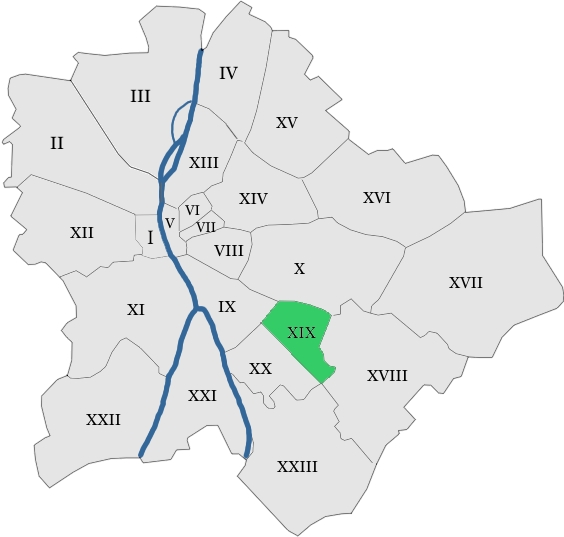

Ки́шпешт (венг. Kispest) — район Будапешта. Название переводится как «Малый Пешт». Расположен южнее Кёбаньи и юго-восточнее Ференцвароша. С точки зрения административного деления города занимает 19 район Будапешта (венг.  Budapest XIX. kerülete).
Кишпешт ограничен проспектом Хатар (Határ út) с северо-запада, улицей Ferihegyi repülőtérre vezető út (Улица к аэропорту Ферихедь) с севера и северо-востока, улицей Надькёрёши (Nagykőrösi út) с юго-запада и рядом улиц около ж/д станции Кишпешт на юго-востоке.
Граничит с IX (Ференцварош), X (Кёбанья), XX (Пештержебет) и XVIII районами.

## История
Кишпешт основан в 1871 году как пригород Будапешта за пределами его административных границ, при основании получил название «Малый Пешт». В 1885 году была построена железная дорога из Будапешта на юго-восток, прошедшая через Кишпешт, в 1900 году Кишпешт был связан с Будапештом трамвайной линией. На части территории Кишпешта в 1908—1925 годах был построен жилой район со строгой планировкой улиц, создание района шло при поддержке премьер-министра Шандора Векерле, в связи с чем этот район известен как район Векерле (Wekerletelep). Центром района Векерле служит элегантная зелёная площадь Кароя Коша (Kós Károly tér), окружённая домами с оригинальной архитектурой. В 1909 году был основан футбольный клуб Кишпешт, в социалистический период переименованный в Гонвед.
В 1950 году Кишпешт вошёл в состав Будапешта, после чего здесь развернулось массовое жилищное строительство. В 1980-х годах здесь был построен микрорайон панельных многоэтажек, насчитывающий 12 100 квартир и 33 000 жителей.

## Настоящее время
Численность населения района — 62 210 человек (2012). 91,2 % населения — венгры, немцы составляют 0,7 %, цыгане — 0,6 %. Преобладающая религия — католицизм (48 %, из которых 1,5 % грекокатолики); протестанты составляют 14,7 % населения. 35,7 % не религиозны или не дали ответа на вопрос о вероисповедании.
В Кишпеште располагаются две станции метро третьей линии — Кёбанья-Кишпешт (на границе с районом Кёбанья, соединена с одноимённой железнодорожной станцией) и Хатар ут (на границе с районом Ференцварош, одна из самых загруженных станций Будапештского метро).
Главная достопримечательность района — католическая приходская церковь Успения Девы Марии (неоготика, 1904 год).

## Галерея

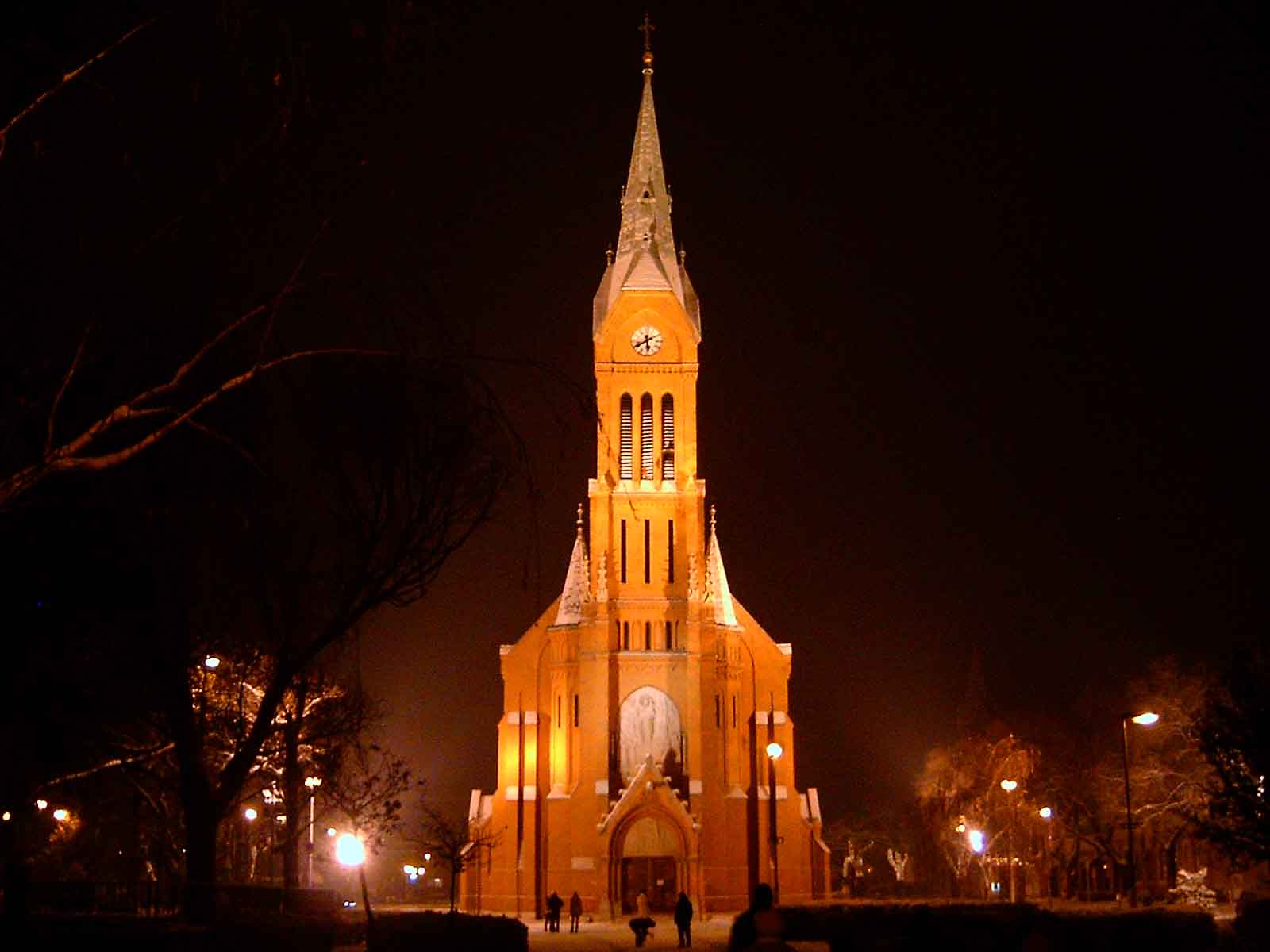
Церковь Успения Девы Марии
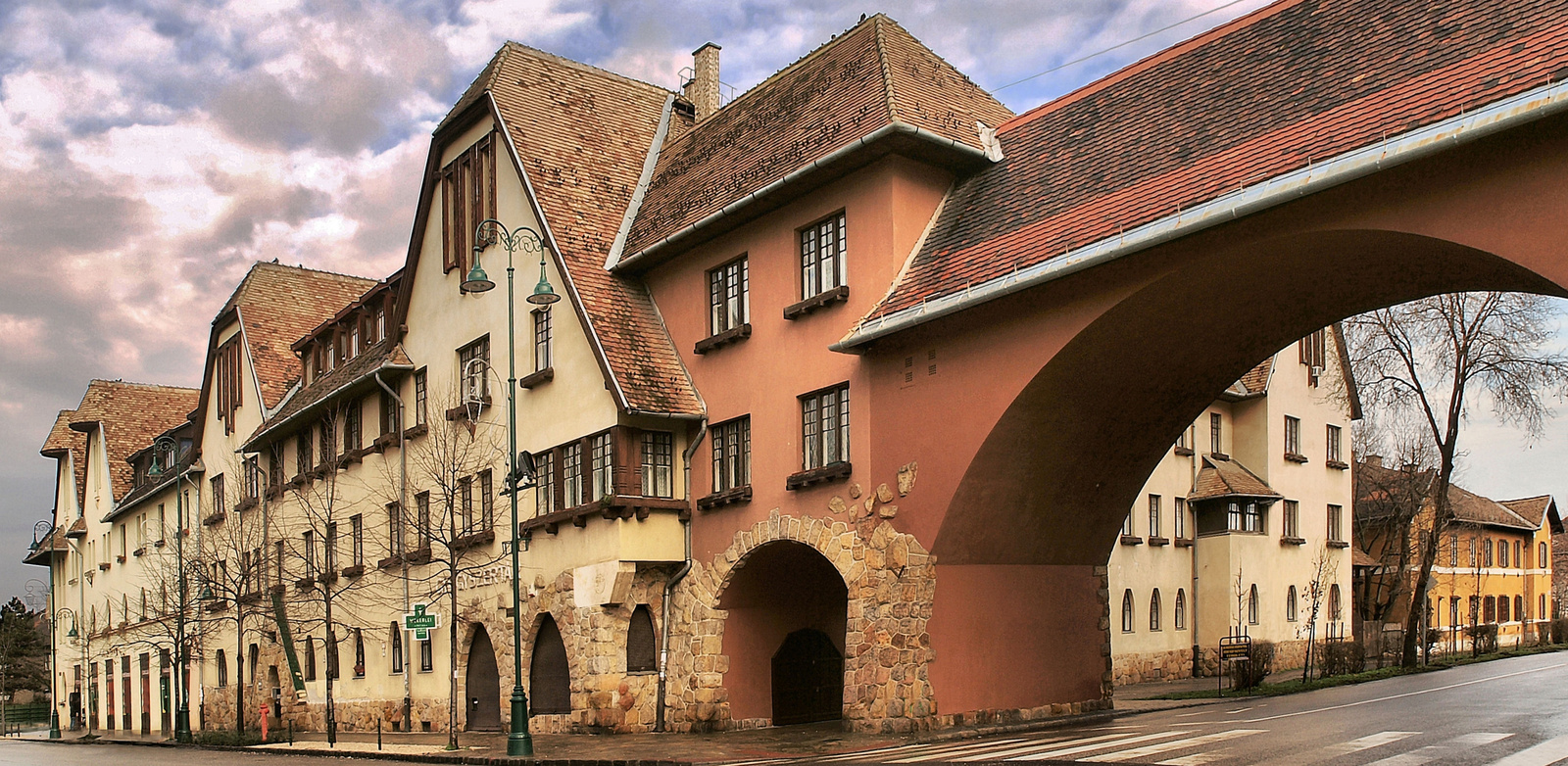
Площадь Кароя Коша
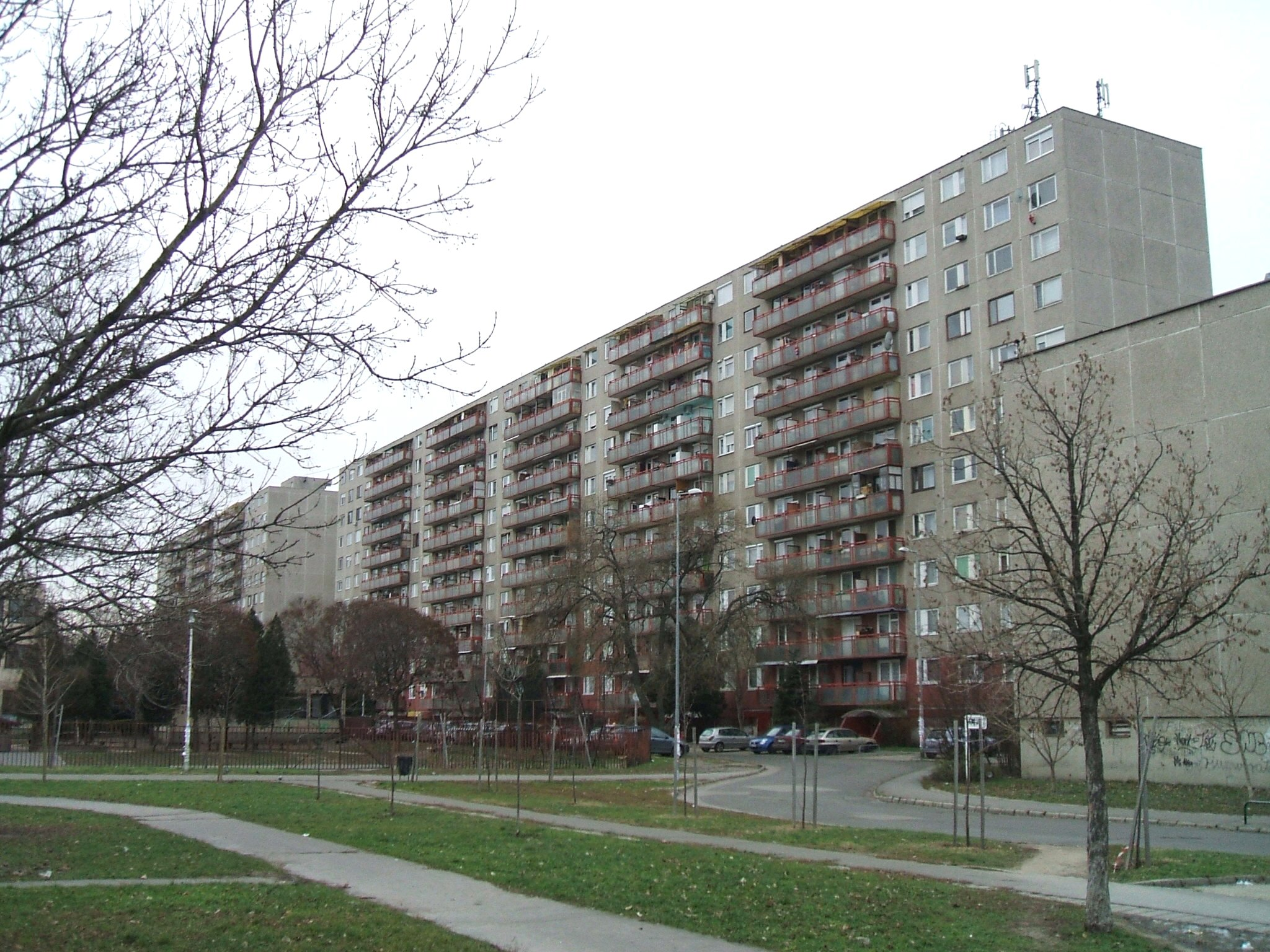
Панельная застройка 1980-х годов в Кишпеште